# Portrait de Zinaïda Hippius
Portrait de Zinaïda Hippius (en russe : Гиппиус, Зинаида) est un portrait de la poétesse russe réalisé en 1906 par le peintre russe Léon Bakst. Ses dimensions sont de 55 × 44 cm centimètres. Le support est de carton et papier. Il est réalisé au crayon et à la craie. Il fait partie des collections de la Galerie Tretiakov à Moscou.

## Description
Léon Bakst représente la poétesse Zinaïda Hippius sous son image de femme-dandy. Il rend très bien les éléments masculins et féminins de sa personnalité. La partie supérieure du corps représenté une femme gracieuse et séduisante au regard aguichant. Le bas du corps est projeté en avant, les jambes serrées dans un fuseau étroit. La pose de dandy allongé nonchalamment sur une chaise ressemble à une invitation. Mais on ne sait pas très bien qui elle veut séduire, un homme ou une femme. Le peintre a réussi à saisir l'orientation androgyne de son modèle.
Hippius est la théoricienne du symbolisme russe. Dans le cadre de ce mouvement artistique, l'androgynie a une double signification : d'une part elle est orientée vers les profondeurs de l'inconscient humain et en même temps elle contient un projet de reconstruction de l'homme. Le symbolisme jouait en Russie le rôle socioculturel de la psychanalyse dans les pays anglo-saxons. Parmi les discours symboliste sur le sexe, Zinaïda Hippius avait le plus radical. Elle était considérée comme extrémiste dans le milieu culturel de l'Âge d'argent. Toute sa vie elle s'est amusée à essayer de tromper autrui sur son identité sexuelle. Elle a cherché sa place dans la culture en réfutant le rôle traditionnel alloué à chaque sexe, masculin ou féminin. Elle casse les stéréotypes en élaborant des combinaisons inédites d'éléments masculins et féminins.
Dans une de ses œuvres tardives, Le dernier Cercle, son moi lyrique s'imagine dans l'au delà et l'on peut voir la clé de sa quête patiente de son identité personnelle et littéraire :
... « Là-bas, sur terre, je passais pour une femme,

 Mais dès que je me mettais à parler en vers

Comme maintenant, à cet instant, avec vous

Je me transformais aussitôt en homme.

Et aussi dans d'autres circonstances... Comment

Pourrais-je savoir qui je suis ?... »,
.
Vladimir Zlobine a été longtemps le secrétaire particulier de Zénaïda Hippius. Il explique ainsi la répartition des rôles dans le ménage qu'elle formait avec son mari Dimitri Merejkovski:

« Aussi bizarre que cela puisse paraître, du moins à première vue, dans leur union, c'est elle et non lui, qui tient le rôle principal. Elle est très féminine, il est très viril, mais sur le plan de la création, d'un point de vue métaphysique, les rôles sont inversés. C'est elle qui féconde, c'est lui qui porte et qui enfante. Elle est la semence, il est le terrain... »

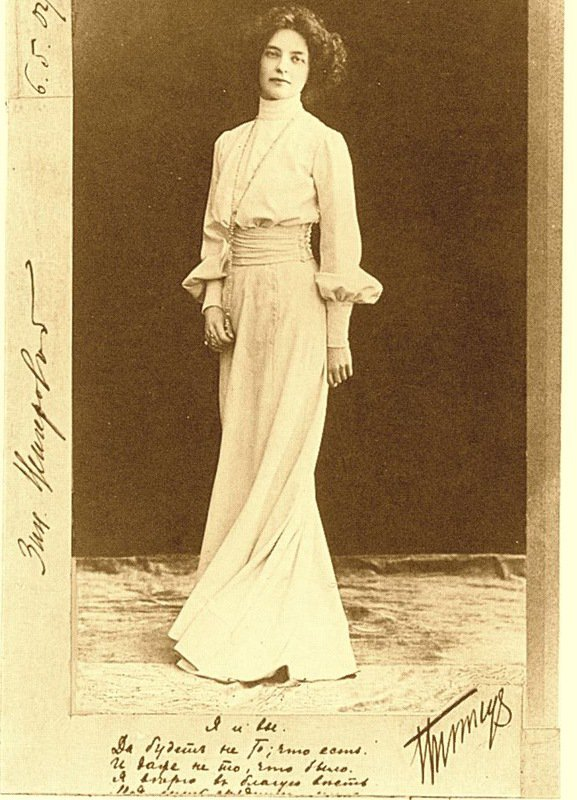
Z. Hippius 1906

Piotr Pertsov, rédacteur de la revue Mir Iskousstva, se souvient de leur première rencontre : « Grande, blonde, élancée, de longs cheveux dorés et des yeux d'ondine couleur émeraude, vêtue d'une robe bleue très seyante, un physique qui se remarquait tout de suite et que je pourrais qualifier avec un peu de recul de botticellien », .